# 859 a.C.

## Eventos
- Fim do reinado de Assurnasirpal II, rei Assírio, filho de Tuculti-Ninurta II. Governou a Assíria desde 884 a.C..
- Salmaneser ataca a Síria e Israel .